# David Legwand
David Legwand (* 17. srpna 1980 v Detroitu) je bývalý americký hokejový útočník.

## Hráčská kariéra
Juniorský hokej hrával dva roky v týmu Plymouth Whalers, kterým byl v roce 1997 draftován v prvním kole z devatého místa. O rok později byl draftován týmem z NHL Nashville Predators, vybrán byl v prvním kole z druhého místa. V první sezoně v OHL získal mnoho ocenění a zisk tří trofejí (Rookie of the Year, Red Tilson Trophy a Emms Family Award). První zápas za Nashville Predators odehrál ještě v sezoně 1998/99, 17. dubna 1999 proti New Jersey Devils odehrál necelých třináct minut. Od roku 1999 byl stabilním hráčem Predators. Během výluky v NHL 2004/05, hrával za švýcarský celek EHC Basel, hrající v nižší lize pod názvem National League B. Po příchodu Paula Kariya, vytvořili spolu s českým útočníkem Martinem Eratem první řadu. V sezoně 2005/06 odehrál polovinu zápasů v základní části, po zranění byl poslán na rozehráni do Milwaukee Admirals. Nejproduktivnější ročník v NHL zaznamenal ve 2006/07, poprvé překonal hranici dvaceti branek a v klubovém hodnocení se zapsal na třetím místě. 8. prosince 2007 prodloužil smlouvu s Nashvillem na 6 let za 27 mil. dolarů. Kvůli finančních problému Predators, museli odejít některé z hlavních opor týmu. Po odchodu Paula Kariya, byl převel do třetí útočné řady k Jordinu Tootoovi a Jean-Pierre Dumontovi. 5. března 2014, při posledním přestupovém dnu NHL, byl vyměněn do týmu Detroit Red Wings za Patricka Eavese, Calleho Järnkroka a třetí volbu v draftu 2014. V organizaci Nashville Predators působil od roku 1999–2014 a vytvořil několik klubových rekordů. Po skončení sezony 2013/14 nenabídl Detroit Red Wings prodloužení smlouvy a stal se tak nechráněným hráčem. 4. července 2014 podepsal dvouletou smlouvu s klubem Ottawa Senators. V sezoně 2014/15 odehrál svůj 1000. zápas v NHL. 26. června 2015 byl vyměněn s týmovým kolegou Robinem Lehnerem do týmu Buffalo Sabres za první výběr draftu NHL 2015. Buffalo Sabres se stalo pro něho posledním působištěm, ve kterém odehrál svou poslední sezonu v kariéře.

## Ocenění a úspěchy
- 1998 CHL - All-Rookie Tým
- 1998 CHL - Rookie of the Year
- 1998 CHL - Druhý ALL-Star tým
- 1998 OHL - Nejlepší střelec jako nováček
- 1998 OHL - Nejvíce nahrávač jako nováček
- 1998 OHL - Nejvíce bodů jako nováček
- 1998 OHL - Red Tilson Trophy
- 1998 OHL - Emms Family Award
- 2005 NLB - Nejlepší střelec v Playoff
- 2005 NLB - Nejvíce nahrávač v Playoff
- 2005 NLB - Nejvíce bodů v Playoff
- 2005 NLB - Postup s týmem EHC Basel do NLA

## Rekordy v Nashville Predators

### Celkově
- Nejvíce odehraných zápasů 956

## Prvenství
- Debut v NHL - 17. dubna 1999 (New Jersey Devils proti Nashville Predators)
- První asistence v NHL - 10. října 1999 (Nashville Predators proti Chicago Blackhawks)
- První gól v NHL - 11. října 1999 (Nashville Predators proti Toronto Maple Leafs, kanadskému brankáři Glenn Healy)
- První hattrick v NHL - 20. ledna 2007 (Nashville Predators proti Chicago Blackhawks)

## Klubové statistiky
| Sezóna       | Klub                | Soutěž       |      | Základní část | Základní část | Základní část | Základní část | Základní část |    | Play off | Play off | Play off | Play off | Play off |
| Sezóna       | Klub                | Soutěž       | Z    | G             | A             | B             | TM            | Z             | G  | A        | B        | TM       |          |          |
| 1997/98      | Plymouth Whalers    | OHL          | 59   | 54            | 51            | 105           | 56            | 15            | 8  | 12       | 20       | 24       |          |          |
| 1998/99      | Plymouth Whalers    | OHL          | 55   | 31            | 49            | 80            | 65            | 11            | 3  | 8        | 11       | 8        |          |          |
| 1998/99      | Nashville Predators | NHL          | 1    | 0             | 0             | 0             | 0             | —             | —  | —        | —        | —        |          |          |
| 1999/00      | Nashville Predators | NHL          | 71   | 13            | 15            | 28            | 30            | —             | —  | —        | —        | —        |          |          |
| 2000/01      | Nashville Predators | NHL          | 81   | 13            | 28            | 41            | 38            | —             | —  | —        | —        | —        |          |          |
| 2001/02      | Nashville Predators | NHL          | 63   | 11            | 19            | 30            | 54            | —             | —  | —        | —        | —        |          |          |
| 2002/03      | Nashville Predators | NHL          | 64   | 17            | 31            | 48            | 34            | —             | —  | —        | —        | —        |          |          |
| 2003/04      | Nashville Predators | NHL          | 82   | 18            | 29            | 47            | 46            | 6             | 1  | 0        | 1        | 8        |          |          |
| 2004/05      | EHC Basel           | NLB          | 3    | 6             | 2             | 8             | 2             | 19            | 16 | 23       | 39       | 20       |          |          |
| 2005/06      | Nashville Predators | NHL          | 44   | 7             | 19            | 26            | 34            | 5             | 0  | 1        | 1        | 8        |          |          |
| 2005/06      | Milwaukee Admirals  | AHL          | 3    | 0             | 0             | 0             | 0             | —             | —  | —        | —        | —        |          |          |
| 2006/07      | Nashville Predators | NHL          | 78   | 27            | 36            | 63            | 44            | 5             | 0  | 3        | 3        | 2        |          |          |
| 2007/08      | Nashville Predators | NHL          | 65   | 15            | 29            | 44            | 38            | 3             | 1  | 0        | 1        | 2        |          |          |
| 2008/09      | Nashville Predators | NHL          | 73   | 20            | 22            | 42            | 32            | —             | —  | —        | —        | —        |          |          |
| 2009/10      | Nashville Predators | NHL          | 82   | 11            | 27            | 38            | 24            | 6             | 2  | 5        | 7        | 8        |          |          |
| 2010/11      | Nashville Predators | NHL          | 64   | 17            | 24            | 41            | 24            | 12            | 6  | 3        | 9        | 8        |          |          |
| 2011/12      | Nashville Predators | NHL          | 78   | 19            | 34            | 53            | 26            | 10            | 3  | 3        | 6        | 10       |          |          |
| 2012/13      | Nashville Predators | NHL          | 48   | 12            | 13            | 25            | 20            | —             | —  | —        | —        | —        |          |          |
| 2013/14      | Nashville Predators | NHL          | 62   | 10            | 30            | 40            | 30            | —             | —  | —        | —        | —        |          |          |
| 2013/14      | Detroit Red Wings   | NHL          | 21   | 4             | 7             | 11            | 31            | 5             | 0  | 0        | 0        | 0        |          |          |
| 2014/15      | Ottawa Senators     | NHL          | 80   | 9             | 18            | 27            | 32            | 3             | 0  | 0        | 0        | 0        |          |          |
| 2015/16      | Buffalo Sabres      | NHL          | 79   | 5             | 9             | 14            | 14            | 3             | 0  | 0        | 0        | 0        |          |          |
| Celkem v NHL | Celkem v NHL        | Celkem v NHL | 1136 | 228           | 390           | 618           | 551           | 55            | 13 | 15       | 28       | 46       |          |          |

## Reprezentace
| Rok          | Tým          | Soutěž       | Z  | G | A | B  | TM |
| ------------ | ------------ | ------------ | -- | - | - | -- | -- |
| 1999         | USA 20       | MSJ          | 6  | 1 | 3 | 4  | 31 |
| 1999         | USA          | MS           | 6  | 0 | 2 | 2  | 4  |
| 2000         | USA          | MS           | 6  | 1 | 1 | 2  | 4  |
| 2001         | USA          | MS           | 9  | 2 | 4 | 6  | 4  |
| 2005         | USA          | MS           | 7  | 0 | 1 | 1  | 4  |
| Celkem na MS | Celkem na MS | Celkem na MS | 28 | 3 | 8 | 11 | 16 |